# Lou Reed

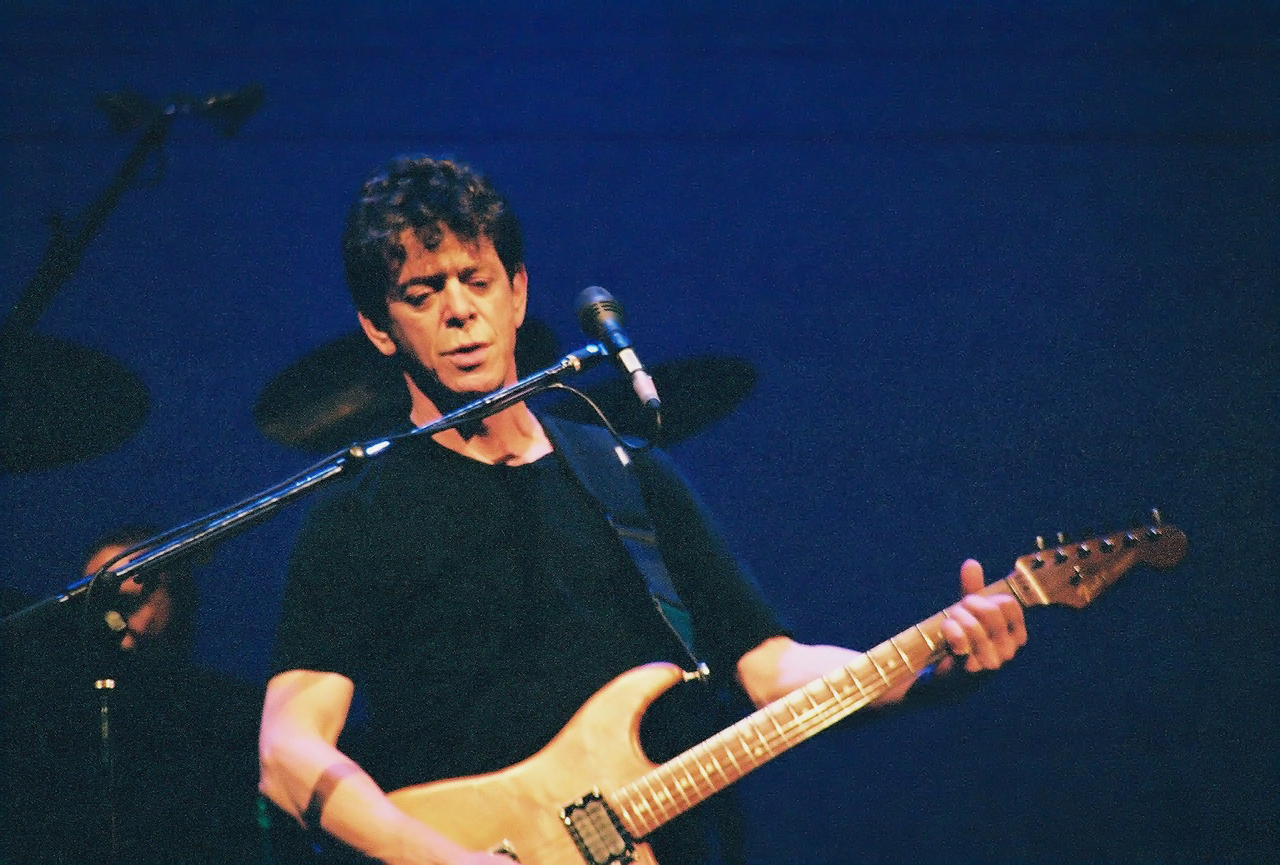
Lou Reed în 2004

Lou Reed (numele la naștere Lewis Allan Reed, n. 2 martie 1942 Brooklyn, New York City - d. 27 octombrie 2013 Southampton, New York) a fost un muzician, cântăreț, textier și cantautor evreu-american, cunoscut la început mai ales ca fiind chitaristul și vocalistul formației The Velvet Underground. Unele din  textele pe care le-a scris s-au ocupat de teme încă tabu ca sadomasochismul ("Venus in Furs"), travestismul ("Venus in Furs"),transsexualismul ("Sister Ray"),abuzul de droguri, sexul oral, prostituția masculină etc.
Formația Velvet Underground nu s-a bucurat de prea multă atenție la vremea ei, anii 1965-1973, dar în zilele noastre e recunoscută ca deschizătoare de drum pentru formațiile de rock alternativ care au apărut ulterior.
Ca chitarist, a fost pionierul multor efecte (incluzând distorsiuni îndrăznețe, feedback gălăgios) și acordarea chitarei într-un mod ,,neconvențional pentru sunete neobișnuite.
Melodii ca Sweet Jane, Venus In Furs, Heroin l-au făcut cunoscut.
Împreună cu formația Velvet Underground,  a fost unul dintre inventatorii punk-ului.
Lou Reed a murit la 27 octombrie 2013 la vârsta de 71 de ani.

## Discografie

### Albume de studio
- Lou Reed (iunie 1972)
- Transformer (8 decembrie 1972)
- Berlin (iulie 1973)
- Sally Can't Dance (februarie 1974)
- Metal Machine Music (iulie 1975)
- Coney Island Baby (decembrie 1975)
- Rock and Roll Heart (octombrie 1976)
- Street Hassle (februarie 1978)
- The Bells (aprilie 1979)
- Growing Up in Public (aprilie 1980)
- The Blue Mask (februarie 1982)
- Legendary Hearts (martie 1983)
- New Sensations (aprilie 1984)
- Mistrial (1986)
- New York (10 ianuarie 1989)
- Songs for Drella (11 aprilie 1990 cu John Cale)
- Magic and Loss (14 ianuarie 1992)
- Set the Twilight Reeling (20 februarie 1996)
- Ecstasy (14 aprilie 2000)
- The Raven (28 ianuarie 2003)
- Hudson River Wind Meditations (24 aprilie 2007)

### Albume live
- Rock 'n' Roll Animal (februarie 1974)
- Lou Reed Live (martie 1975)
- Live: Take No Prisoners (noiembrie 1978)
- Live in Italy (ianuarie 1984)
- Live in Concert (1996)
- Perfect Night: Live in London (21 aprilie 1998)
- American Poet (26 iunie 2001)
- Animal Serenade (23 martie 2004)
- Le Bataclan '72 (19 octombrie 2004 cu John Cale și Nico)
- The Stone: Issue Three (aprilie 2008 cu John Zorn și Laurie Anderson)
- Berlin: Live at St. Ann's Warehouse (noiembrie 2008)
- The Creation of the Universe (22 decembrie 2008)

### Compilații
- Walk on the Wild Side & Other Hits (octombrie 1975)
- Walk on the Wild Side: The Best of Lou Reed (1977)
- Rock and Roll Diary: 1967-1980 (1980)
- City Lights (1985)
- Retro (1989)
- The Best of Lou Reed & Velvet Underground (1995)
- Different Times: Lou Reed in the '70s (mai 1996)
- Perfect Day (iunie 1998)
- The Definitive Collection (24 august 1999)
- The Very Best of Lou Reed (16 mai 2000)
- Legendary Lou Reed (9 iulie 2002)
- NYC Man (The Ultimate Collection 1967-2003) (3 iunie 2003)
- NYC Man: Greatest Hits (31 august 2004)

### Box set
- Between Thought and Expression: The Lou Reed Anthology (14 aprilie 1992)